# Orova vas
Orova vas este o localitate din comuna Polzela, Slovenia, cu o populație de 98 de locuitori.